# Ді Фань
Правила імператорів (кит. трад. 帝範, спр. 帝范, піньїнь: Dì fàn, акад. Ді фань) — політичний заповіт імператора Тай-цзуна (роки правління 627-649). Написаний у 648 році у вигляді настанов спадкоємцю престолу Лі Чжі, майбутньому імператору Гао-цзуну (роки правління 650-683). У ньому йдеться про те, як керувати державою і самовдосконалюватись. Складається зі вступу, висновків, чотирьох частин (цзюань), дванадцяти розділів (п'янь). Видано російською мовою в перекладі  І. Ф. Попової в 1995 році:
1. «Сутність правителя»;
2. «Надавати родичам наділи»;
3. «Шукати мудреців»;
4. «Бути уважним, призначаючи на посади»;
5. «Прислухатись до порад»;
6. «Усувати наклепників»;
7. «Остерігатися спокус»;
8. «Цінувати бережливість»;
9. «Нагороджувати та карати»;
10. «Надавати перевагу землеробству»;
11. «Приділяти увагу військовій справі»;
12. «Цінувати громадську зайнятість».

У танську епоху до заповіту «Ді фань» було додано дві передмови: Вей Гун-су та Цзя Сіна. Під час династії Сун (960-1279) текст був частково втрачений і потім відновлений під час династії Юань (1271-1368) філософом У Лаєм (1297-1340), який у 1326 році віднайшов повний текст у провінції Юньнань, склав до нього передмови.
Оригінальність заповіту «Ді фань» полягала в тому, що його автор трактував верховну владу як раціональну діяльність, спрямовану на досягнення конкретних цілей. Головною підтримкою трону він вважав імператорських родичів, представників правлячого клану, а чиновники виконували функцію не практичної, а консультативно-дорадчої допомоги монарху. Завдяки Тай-цзуну прагматичні ідеї державного управління набули високого статусу в китайській політичній філософії і вплинули на світогляд наступних епох. Під безпосереднім впливом «Ді фань» було написано низку політичних трактатів, зокрема написані танською імператрицею У-хоу (624—705) твір «Чень гуй» («Правила підданих»), праці Ван Юня (1227—1304) «Ченхуа ши люе» («Перелік обов'язків, які властиві спадкоємцю престолу») та «Юань-чжень шоу чен ши цзянь».